# Cose dell'altro mondo (film 2011)
Cose dell'altro mondo è un film del 2011 diretto da Francesco Patierno, liberamente ispirato dal film A Day Without a Mexican di Sergio Arau.

## Trama
Mariso Golfetto è un industriale veneto fortemente razzista ma che nonostante ciò ha molti extracomunitari alle sue dipendenze, sia nella sua fabbrica che come collaboratori domestici, e una relazione extraconiugale con una prostituta nigeriana. La figlia Laura, maestra di scuola elementare, ha intrapreso ad insaputa del padre, con cui non parla da anni, una storia con un dipendente di colore della fabbrica, dal quale aspetta un bambino. L'ex compagno di Laura, un poliziotto di nome Ariele, che è geloso e tenta di riconquistarla, è anch'esso razzista, ma ha comunque assunto una badante extracomunitaria per la madre.
Una sera, Golfetto tiene un discorso in TV nel quale dichiara, in maniera becera, di desiderare che tutti gli extracomunitari tornino ai loro paesi, arrivando ad invocare "uno tsunami purificatore" nei loro confronti. Quella notte stessa ha luogo un violento temporale e al mattino dopo si scopre che tutte le persone di origine straniera sono scomparse nel nulla senza lasciare traccia.
Golfetto si trova quindi a dover risolvere la grave crisi in cui, da un giorno all'altro, si trova catapultata la sua fabbrica, rimasta con un pugno di operai, a dover imparare a gestire insieme alla moglie la propria casa, privata dei collaboratori domestici, e ad essere profondamente sconvolto dalla sparizione dell'amante, con la quale aveva instaurato un profondo rapporto affettivo. Laura è anch'essa distrutta per la sparizione del suo compagno e preoccupata per il bambino che aspetta, ma anche per i numerosi bambini stranieri che aveva nella sua classe. Ariele ha difficoltà ad occuparsi dell'anziana madre senza più badante e su richiesta di Laura si mette ad investigare per trovare le persone scomparse. Un gruppo di bambini va alla ricerca dei propri compagni di classe spariti, cercandoli in un grosso tubo di scarico di liquidi che si trova in uno stagno, in quanto il padre di uno di loro gli aveva detto che gli stranieri erano andati nelle fogne.

## Produzione
Il film è stato girato a Villorba negli studi dell'emittente La9, all'azienda Came di Dosson e a Casier lungo l'ansa del Sile e a Bassano del Grappa, dato che i permessi per girare il film erano stati rifiutati dal sindaco leghista di Treviso Gian Paolo Gobbo. La tempesta notturna è stata realizzata completamente in computer-grafica 3D.

## Colonna sonora
La colonna sonora del film è stata composta da Simone Cristicchi. La canzone principale, che prende il titolo dal film e dall'album, è riscrittura di un vecchio inedito dell'artista, Appropinquante Fine Mundi; il resto sono brani strumentali.
1. Testa di toro - 1:49
2. Tema dell'altro mondo - 3:01
3. Pensieri in aeroporto - 2:15
4. Tema dell'altro mondo - var 2 - 1:20
5. Computer dell'altro mondo - 1:22
6. Cercando Palla - 1:16
7. Mago magic - 3:02
8. Ariele - 2:15
9. Facciamoli tornare a casa - 2:01
10. Notte di Tregenda - 3:18
11. Il portavoce del padrun - 1:15
12. Vecia - 2:28
13. Tema dell'altro mondo - cori e piano - 2:45
14. Voglio diventare bianco - 1:09
15. A scuola di Laura - 1:32
16. Il discorso di Golfetto - 1:18
17. Quanto manca per Nairobi? - 1:11
18. Sospensione cose dell'altro mondo - 2:24
19. Tema dell'altro mondo - var 3 - 1:24
20. Cose dell'altro mondo (sigla finale) - 3:34

## Distribuzione
Il film è stato presentato in concorso al Festival di Venezia 2011. L'uscita del film è avvenuta il 3 settembre.

## Reazioni
A partire dall'uscita del trailer, avvenuta il 4 agosto 2011, sono nate polemiche a causa del personaggio interpretato da Abatantuono. Il film è stato finanziato con 1,3 milioni di euro di soldi pubblici, ricevendo il riconoscimento di film di interesse culturale nazionale dal Ministero per i beni e le attività culturali: i detrattori del film hanno criticato tale finanziamento. Massimo Bitonci, deputato del partito politico della Lega Nord, ha chiesto al Ministro per i beni culturali e ambientali Giancarlo Galan di verificare il carattere culturale della pellicola. Thomas Panto, figlio di Giorgio Panto, imprenditore veneto ex proprietario dell'emittente televisiva Antenna Tre Nordest e fondatore del partito autonomista Progetto NordEst, ha affermato: "Il film offende la memoria di mio padre, sono pronto a querelare tutti". Il presidente della regione Veneto Luca Zaia, anch'esso in quota Lega Nord, parlando dell'iniziativa del collega di partito Bitonci, ha dichiarato: "Bitonci ha fatto bene a presentarla, perché solleva un problema del fatto che comunque bisogna finire di inondare i veneti e la gente del Nord di infamia. Vogliono dipingerci come zulù, con tutto il rispetto per gli zulù, ma è ora di finirla. Visto e considerato che poi siamo sempre noi a pagare il conto di famiglia e le bollette a fine mese".